# لويس ألبير دود
لويس ألبير دود (1875-1945) (بالإنجليزية: Louis-Albert Dode)‏ هو عالم نبات فرنسي.